# Frea castaneomaculata
Frea castaneomaculata är en skalbaggsart som beskrevs av Aurivillius 1908. Frea castaneomaculata ingår i släktet Frea och familjen långhorningar. Inga underarter finns listade i Catalogue of Life.